# Al-Ansar (Ả Rập Xê Út, bóng rổ)
Al-Ansar là một câu lạc bộ bóng rổ chuyên nghiệp có trụ sở ở thành phố Medina ở tỉnh Al Madinah, Ả Rập Xê Út và thi đấu ở Giải ngoại hạng Ả Rập Xê Út. Đội từng thi đấu ở Arab Club Championships vào năm 2000 và 2010.

## Thành tích
- Vô địch Giải ngoại hạng Ả Rập Xê Út: 2008[1]
- Vô địch Prince Faisal bin Fahad Cup: 2007, 2009, 2011, 2012, 2013[2]

## Vận động viên đáng chú ý
- Mustafa Al Hosawi
- Marzouq Almuwallad
- Kiwi Gardner
- Alvin Mofunanya